# Volovské bučiny
Volovské bučiny este o arie protejată (arie specială de conservare — SAC, sit de importanță comunitară — SCI) din Slovacia întinsă pe o suprafață de 61,02 ha, integral pe uscat.

## Localizare
Centrul sitului Volovské bučiny este situat la coordonatele 48°44′25″N 20°35′50″E / 48.740317°N 20.597194°E.

## Înființare
Situl Volovské bučiny a fost declarat sit de importanță comunitară în septembrie 2015 pentru a proteja 1 specie de animale. Situl a fost protejat și ca arie specială de conservare în octombrie 2017.

## Biodiversitate
Situată în ecoregiunea alpină, aria protejată conține 5 habitate naturale: Păduri pe pante, grohotișuri și ravene de Tilio-Acerion, Păduri de fag Luzulo-Fagetum, Pante stâncoase silicioase cu vegetație casmofită, Păduri de fag Asperulo-Fagetum, Păduri de fag subalpine medio-europene cu Acer și Rumex arifolius.
La baza desemnării sitului se află o specie protejată de  nevertebrate: Rosalia alpina.